# Al Feldstein
Albert Bernard Feldstein, detto Al (24 ottobre 1925 – 29 aprile 2014), è stato uno scrittore, fumettista e pittore statunitense.
Meglio conosciuto per il suo lavoro alla EC Comics e, dal 1956 al 1985, come redattore della rivista satirica Mad Magazine. Dopo essersi ritirato si dedicò alla pittura.